# タンパベイ・ローディーズ
タンパベイ・ローディーズ (英語: Tampa Bay Rowdies) はアメリカ合衆国・フロリダ州セントピーターズバーグに本拠地を置くサッカークラブである。

## 歴史
1975年に設立され、1993年まで活動した同名クラブを前身に持つ。2008年の設立時、クラブオーナーはタパベイ・ローディーズの名前やロゴを受け継ぐことを表明したが、ライセンス問題により2011年12月まではFCタンパベイの名前で活動した。
クラブは2012年の北米サッカーリーグで優勝を果たした。同じフロリダ州に本拠地を置くフォートローダーデール・ストライカーズとは長年ライバル関係にある。

## タイトル

### 国内タイトル
- 北米サッカーリーグ

 (1): 2012

### 国際タイトル
なし

## 歴代所属選手
- ジャスティン・モロー 2010, 2011
- ジェレミー・クリスティー 2010-2011
- 吉武剛 2010-2012
- 山田卓也 2010-2015
- カール・コート 2012-2014
- フレディー・アドゥー 2015-2016
- ミヒャエル・ランガー 2016
- ジョー・コール 2016-
- マルセル・シェーファー 2017-